# Krukówka (Łódź)
Pour les articles homonymes, voir Krukówka.
Krukówka est une localité polonaise de la gmina de Biała Rawska, située dans le powiat de Rawa Mazowiecka en voïvodie de Łódź.